# Ute Verhoolen
Ute Verhoolen (* 2. Februar 1948 in Gernsbach; † 13. November 2013 ebenda) war eine deutsche Journalistin, Moderatorin und Fernsehansagerin für den Südwestfunk und die ARD.

## Leben
Nach Auslandsaufenthalten in Großbritannien und Frankreich bewarb sich Verhoolen Mitte der 1960er Jahre beim Südwestfunk (SWF) in Baden-Baden. 1966 fing sie dort in der Musikredaktion als Volontärin an. Anfang der 1970er Jahre absolvierte sie ein Zeitungsvolontariat in Düsseldorf; anschließend arbeitete sie für einen medizinischen Fachverlag in Frankfurt am Main.
1974 ging sie zum Südwestfunk zurück; zunächst war sie als Ansagerin und Programm-Präsentatorin tätig. 1975 gehörte sie zum Gründungs-Moderatorenteam des Hörfunksenders SWF3, der Popwelle des SWF. Im Hörfunkprogramm SWF1 moderierte sie die Sendung Leichte Brise aus Südwest. Für die Fernsehsendungen Abendschau und Landesschau war sie außerdem zeitweise als Reporterin verpflichtet.
In den 1980er und 1990er Jahren war Ute Verhoolen regelmäßig als Ansagerin, hauptsächlich im Abendprogramm, zu sehen. Sie gehörte, neben Sigi Harreis, zu den bekanntesten Ansagerinnen und Gesichtern des Südwestfunks. 1998 endete ihr Vertrag beim SWF. Danach arbeitete sie als Beraterin bei der Event- und Medienberatungsagentur ihres Ehemannes in Baden-Baden.
Verhoolen war Autorin von Fernsehfeatures. Gelegentlich arbeitete sie auch als Schauspielerin, Kabarettistin und Hörspielsprecherin, so in der Aeneis von Vergil, einer Hörspielproduktion des Südwestfunks von 1982, oder für die Hörspielserie Menschen, die die Welt veränderten; dort sprach sie das Porträt über Sir Alexander Fleming. Außerdem war sie als Moderatorin von Gala-Veranstaltungen (u. a. CasinoTreff-Rendezvous Baden-Baden) und Fernsehshows tätig. Im August 1991 war sie als Kandidatin zu Gast in der ZDF-Quizsendung Die Pyramide. Im Januar 1996 war sie Jury-Mitglied bei der Wahl der Miss Germany im Friedrichstadtpalast in Berlin, zudem wirkte sie als Jurorin für die Baden-Badener Gala Spa Awards.
Verhoolen war bis zu ihrem Tod 26 Jahre lang verheiratet. Sie lebte in ihrem Geburtsort Gernsbach bei Baden-Baden.